# Сомбор
Сомбор (на сръбски: Сомбор; на унгарски: Zombor); е град във Войводина, Сърбия с население от 47 623 жители (2011 г.). Етническият състав на населението му през 2002 г. е: 32 988 сърби (64,09%), 3743 унгарци (7,27%), 3325 югославяни (6,46%), 3197 хървати (6,21%), 2222 буневци (4,32%), други. Пощенският му код е 25000.